# 3089 Oujianquan
3089 Oujianquan (1981 XK2) là một tiểu hành tinh vành đai chính được phát hiện ngày 3 tháng 12 năm 1981 bởi Đài thiên văn Tử Kim Sơn ở Nanking.